# Dragoste și putere
Dragoste și putere (titlu original în engleză The Bold and the Beautiful) este un serial american. Acesta este produs din anul 1987, după o idee a lui William J. Bell și Lee Phillip Bell. Serialul are până în prezent peste 9.000 de episoade, a fost transmis în peste 130 de țări, fiind vizionat de ca. 300 de milioane de telespectatori. Este considerat unul dintre cele mai de succes seriale din lume.

## Acțiune
În centrul acțiunii se află membrii familiei Forrester, care dețin una dintre cele mai mari case de modă din lume. Ea a fost fondată de Stephanie și Eric Forrester. Aceștia au patru copii: Ridge, Thorne, Kristen și Felicia, care acum sunt adulți. De asemenea, poveștile de amor ale celor patru sunt în centrul atenției.

## Distribuție

### Personaje principale
| Actor                    | Rol                              | Perioada                                |
| ------------------------ | -------------------------------- | --------------------------------------- |
| Jamison Belushi          | April                            | 2024–                                   |
| Ashleigh Brewer          | Ivy Forrester                    | 2014–2018, 2024–                        |
| Kimberlin Brown          | Sheila Carter                    | 1992–1998, 2002, 2003, 2017–2018, 2021– |
| Rebecca Budig            | Dr. Taylor Hayes Jones (#3)      | 2024–                                   |
| Scott Clifton            | Liam Cooper, William Spencer III | 2010–                                   |
| Zack Conroy              | Oliver Jones                     | 2010–                                   |
| Delon de Metz            | Zende Forrester Dominduez        | 2020–                                   |
| Don Diamont              | Bill Spencer, Jr.                | 2009–                                   |
| Jennifer Gareis          | Donna Logan Forrester (#3)       | 2006–                                   |
| Laneya Grace             | Electra Forrester                | 2024–                                   |
| Murielle Hilaire         | Daphne Rose                      | 2025–                                   |
| Joshua Hoffman           | RJ Forrester                     | 2023–                                   |
| Ashley Jones             | Bridget Forrester (#4)           | 2004–2012, 2013, 2015–2016, 2018, 2020– |
| Sean Kanan               | Deacon Sharpe                    | 2000–2005, 2012, 2014–2017, 2021–       |
| Thorsten Kaye            | Ridge Forrester (#2)             | 2013–                                   |
| Ted King                 | Jack Finnegan                    | 2021–                                   |
| Katherine Kelly Lang     | Brooke Logan Forrester           | 1987–                                   |
| Dan Martin               | Lieutenant Baker                 | 1997–2018, 2021–                        |
| Naomi Matsuda            | Li Finnegan                      | 2021–                                   |
| John McCook              | Eric Forrester                   | 1987–                                   |
| Sophia Paras McKinlay    | Kelly Spencer                    | 2022–                                   |
| Alley Mills              | Pamela Douglas                   | 2006–                                   |
| Crew Morrow              | Will Spencer (#3)                | 2024–                                   |
| Annika Noelle            | Hope Logan                       | 2018–                                   |
| Tanner Novlan            | John "Finn" Finnegan             | 2020–                                   |
| Romy Park                | Poppy Nozawa                     | 2023–                                   |
| Lawrence Saint-Victor    | Carter Walton                    | 2013–                                   |
| Henry Joseph Samiri      | Douglas Forrester                | 2019–                                   |
| Kate Schettler           | Diana                            | 2024–                                   |
| Heather Tom              | Katie Logan Spencer (#2)         | 2007–                                   |
| Jeremy Ray Valdez        | Detective Sanchez                | 2018–                                   |
| Jack Wagner              | Dominick Marone                  | 2003–2012, 2025–                        |
| Christian Weissman       | Remy Pryce                       | 2024–                                   |
| Jacqueline MacInnes Wood | Steffy Forrester (#2)            | 2008–2013, 2015–                        |
| Samantha Worden          | Hayes Forrester Finnegan         | 2021–                                   |
| Lisa Yamada              | Luna Nozawa                      | 2023–                                   |

### Personaje decedate
| Actor                | Rol            | Data decesului     |
| -------------------- | -------------- | ------------------ |
| Michael Fox          | Saul Feinberg  | 1 iunie 1996       |
| Lesley Woods         | Helen Logan    | 2 august 2003      |
| Tim Choate           | Tommy Bayland  | 24 septembrie 2004 |
| James Doohan         | Damon Warwick  | 20 iulie 2005      |
| Michelle Davison     | Ruthanne Owens | 2 aprilie 2006     |
| Darlene Conley       | Sally Spectra  | 14 ianuarie 2007   |
| Charlton Heston      | Himself        | 5 aprilie 2008     |
| Christopher Cazenove | Himself        | 7 aprilie 2010     |
| Joseph Mascolo       | Massimo Marone | 7 decembrie 2016   |
| Joseph Campanella    | Jonathan Young | 16 mai 2018        |
| Fred Wiliard         | John Forrester | 15 mai 2020        |
| Michael Tylo         | Sherman Gale   | 28 septembrie 2021 |
| Betty White          | Ann Douglas    | 31 decembrie 2021  |
| Andrea Evans         | Tawny Moore    | 9 iulie 2023       |
| Marla Adams          | Beth Logan     | 25 aprilie 2024    |
| Francisco San Martin | Mateo          | 16 ianuarie 2025   |

### Alte personaje
| Actor                | Rol                                      | Perioada                                         |
| -------------------- | ---------------------------------------- | ------------------------------------------------ |
| Zane Achor           | Will Spencer (#1)                        | 2013–2018                                        |
| Krista Allen         | Dr. Taylor Hayes Jones (#2)              | 2021–2023                                        |
| Tom Arnold           | Captain Deuce Stevens                    | 2024                                             |
| Michelle Davison     | Ruthanne Owens                           | 1991–1993, 1995, 1997                            |
| Marla Adams          | Beth Logan (#3)                          | 1991                                             |
| Obba Babatundé       | Julius Avant                             | 2015–2018, 2020                                  |
| Justin Baldoni       | Graham Darros                            | 2010                                             |
| Judith Baldwin       | Beth Logan (#1)                          | 1987                                             |
| Klara Barnes         | Zoe Buckingham                           | 2018–2021                                        |
| Texas Battle         | Marcus Forrester                         | 2008–2013                                        |
| Kabir Bedi           | Prince Omar Rashid                       | 1994–1995, 2005                                  |
| Brandon Beemer       | Owen Knight Casper Knight                | 2008–2012 2009                                   |
| Drew Tyler Bell      | Thomas Forrester (#1)                    | 2004–2010                                        |
| Paulo Bendeti        | Antonio Dominguez                        | 2001–2002                                        |
| Katrina Bowder       | Flo Fulton                               | 2019–2022                                        |
| Adain Bradley        | Alexander Avant                          | 2018–2019, 2023                                  |
| Tracey E. Bregman    | Lauren Fenmore Baldwin                   | 1992–1999, 2002, 2004, 2007                      |
| Darin Brooks         | Wyatt Spencer                            | 2013–2024                                        |
| Peter Brown          | Blake Hayes                              | 1991–1992                                        |
| Sarah Brown          | Agnes Jones                              | 2009–2011                                        |
| Agnes Bruckner       | Bridget Forrester (#1)                   | 1997–1999                                        |
| Sabrina Bryan        | Alisa Cordova                            | 2002                                             |
| Ian Buchanan         | James Warwick                            | 1993–1999, 2004, 2007, 2008–2010                 |
| Nancy Burnett        | Beth Logan (#2)                          | 1987–1990, 1994, 1996, 1997–1998, 2000, 2001     |
| Sarah Buxton         | Morgan DeWitt Wendy                      | 2000–2001, 2005 1987                             |
| Ashley Lyn Cafagna   | Kimberly Fairchild                       | 1998–2001                                        |
| Mick Cain            | C.J. Garrison                            | 1997–2001, 2002–2003, 2004, 2007, 2010, 2017     |
| Brian Patrick Clarke | Storm Logan (#2)                         | 1990–1991                                        |
| Darlene Conley       | Sally Spectra                            | 1988–2006                                        |
| Barbara Crampton     | Maggie Forrester                         | 1995–1998, 2009                                  |
| Cassandra Creech     | Grace Buckingham                         | 2022                                             |
| Patricia Darbo       | Shirley Spectra                          | 2017–2018                                        |
| Eileen Davidson      | Ashley Abbott                            | 2007–2008                                        |
| William deVry        | Storm Logan (#3)                         | 2006–2008                                        |
| Michael Dietz        | Mark Maclaine                            | 2002–2005                                        |
| Lesley-Anne Down     | Jacqueline M. Knight                     | 2003–2012                                        |
| Courtnee Draper      | Mary Warwick                             | 2002                                             |
| Bobbie Eakes         | Macy Alexander                           | 1989–2000, 2001, 2002–2003                       |
| Reign Edwards        | Nicole Avant                             | 2015–2018                                        |
| Kayla Ewell          | Caitlin Ramirez                          | 2004–2005                                        |
| Jennifer Finnigan    | Bridget Forrester (#2)                   | 2000–2004                                        |
| Susan Flannery       | Stephanie Forrester                      | 1987–2012                                        |
| Adrienne Frantz      | Amber Moore April Knight                 | 1997–2005, 2010–2012 2003                        |
| Finnegan George      | Will Spencer (#2)                        | 2018–2019                                        |
| Bryan Genesse        | Rocco Carner                             | 1987–1989, 2009                                  |
| Linsey Godfrey       | Carolins Spencer Jr.                     | 2012–2018                                        |
| Charles Grant        | Grant Chambers                           | 1996–1998                                        |
| Theodora Greece      | Alison Montgomery                        | 2011–2016                                        |
| Adam Gregory         | Thomas Forrester (#2)                    | 2010–2014                                        |
| Dax Griffin          | Shane McGrath                            | 2006–2007                                        |
| Courtney Grosbeck    | Coco Spectra                             | 2017–2018                                        |
| Ken Hanes            | Mike Guthrie                             | 1993–1998, 2010                                  |
| Winsor Harmon        | Thorne Forrester (#3)                    | 1996–2016, 2022–2023                             |
| Emily Harrison       | Bridget Forrester (#3)                   | 2004                                             |
| Schae Harrison       | Darla Forrester                          | 1989–2006, 2007                                  |
| Rick Hearst          | Whip Jones                               | 2002, 2009–2011                                  |
| Ben Hogestyn         | Harry Jackson                            | 2006                                             |
| Addison Hoover       | Phoebe Forrester (#1)                    | 2005–2006                                        |
| Alex Hoover          | Steffy Forrester (#1)                    | 2005–2006                                        |
| Courtney Hope        | Sally Spectra                            | 2017–2020                                        |
| Anna Maria Horsford  | Vivienne Avant                           | 2015–2018                                        |
| Vincent Irizarry     | Jordan Armstrong                         | 2019                                             |
| Joanna Johnson       | Caroline Spencer Forrester Karen Spencer | 1987–1990, 2001 1991–1994, 2009                  |
| Lauren Koslow        | Margo Maclaine Lynley                    | 1987–1992, 2002                                  |
| Lorenzo Lamas        | Hector Ramirez                           | 2004–2006                                        |
| Teri Ann Linn        | Kristen Forrester Dominguez (#1)         | 1987–1990, 1992, 1993, 1994                      |
| Kristolyn Lloyd      | Dayzee King                              | 2010–2013                                        |
| Joe LoCicero         | Vincent Walker                           | 2019–2021                                        |
| Mario Lopez          | Dr. Christian Ramirez                    | 2006                                             |
| Kyle Lowder          | Rick Forrester (#3)                      | 2007–2011                                        |
| Constantine Maroulis | Constantine Parros                       | 2007                                             |
| Joseph Mascolo       | Massimo Marone                           | 2001–2006                                        |
| Kimberly Matula      | Hope Logan                               | 2010–2016                                        |
| Mackenzie Mauzy      | Phoebe Forrester (#2)                    | 2006–2008                                        |
| Tracy Melchior       | Kristen Forrester Dominguez (#2)         | 2001–2003, 2004, 2005, 2006, 2008                |
| Carrie Mitchum       | Donna Logan (#1)                         | 1987–1991, 1994–1996, 2001                       |
| Karla Mosley         | Maya Avant                               | 2013–2019                                        |
| Ronn Moss            | Ridge Forrester (#1)                     | 1987–2012                                        |
| Clayton Norcross     | Thorne Forrester (#1)                    | 1987–1989                                        |
| Sydney Penny         | Samantha Kelly                           | 2003–2005                                        |
| Robert Pine          | Stephen Logan (#1)                       | 1988, 1994, 1996, 1997–1998, 2001                |
| Lindsay Price        | Michael Lai                              | 1995–1997                                        |
| Ingo Rademacher      | Thorne Forrester (#4)                    | 2017–2019                                        |
| Denise Richards      | Shauna Fulton                            | 2019–2021                                        |
| Robin Riker          | Beth Logan (#4)                          | 2008–2010                                        |
| Antonio Sabato, Jr.  | Dante Damiano                            | 2005–2006                                        |
| Colleen Dion Scotti  | Felicia Forrester (#1)                   | 1990–1992, 1997, 2004                            |
| Nancy Sloan          | Katie Logan (#1)                         | 1987–1989, 1991, 1994–2001, 2003, 2004           |
| Rena Sofer           | Quinn Fuller                             | 2013–2022                                        |
| Jim Storm            | Bill Spencer, Sr.                        | 1987–1994, 1997, 2000, 2003                      |
| Michael Swan         | Adam Alexander                           | 1998–2000, 2001, 2002–2003                       |
| Justin Torkildsen    | Rick Forrester (#2)                      | 1999–2006                                        |
| Jeff Trachta         | Thorne Forrester (#2)                    | 1989–1996                                        |
| Matthew Atkinson     | Thomas Forrester (#3)                    | 2019–2024                                        |
| Anthony Turpel       | R.J. Forrester                           | 2016–2018                                        |
| Hunter Tylo          | Dr. Taylor Hayes Jones (#1)              | 1990–1994, 1994–2002, 2004, 2005–2014, 2018–2019 |
| Usher                | Raymond King (#1)                        | 1998                                             |
| Lark Voorhies        | Jasmine Malone                           | 1995–1996                                        |
| Maitland Ward        | Jessica Forrester                        | 1994–1996                                        |
| Chris Warren Jr.     | Jimmy Ramirez                            | 2004–2005                                        |
| Ethan Wayne          | Storm Logan (#1)                         | 1987–1989, 1994, 1997, 1998, 2000, 2001, 2003    |
| Betty White          | Ann Douglas                              | 2006–2007, 2008, 2009                            |
| Diamond White        | Paris Buckingham                         | 2020–2024                                        |
| Shanelle Workman     | Gabriela Moreno                          | 2005                                             |
| Jacob Young          | Rick Forrester (#1)                      | 1997–1999, 2011–2018                             |